# Río Byk
El río Byk (en ucraniano: Бик, Bik) es un afluente del Samara, a su vez afluente del río Dniéper, que fluye a través de Ucrania. Tiene una longitud de 108 km y una cuenca hidrográfica de 1430 km².